# 優駿スプリント
優駿スプリント（ゆうしゅんスプリント）とは、特別区競馬組合が大井競馬場ダート1200mで施行する地方競馬の重賞競走である。サンケイスポーツ（産業経済新聞社）から優勝杯が贈られる。正式名称は「サンケイスポーツ盃（北海道スプリントカップ指定競走）優駿スプリント」。
副賞は、特別区競馬組合管理者賞（2025年）。

## 概要
2011年に3歳限定のスプリント重賞として新設され、帝王賞のアンダーカードとして組まれた。2023年まではこの競走の優勝馬に「地方競馬スーパースプリントシリーズ」の決勝戦にあたる「習志野きらっとスプリント」（7月 船橋競馬場）への優先出走権が与えられていた（ただし、このレースはスーパースプリントシリーズには入っていない）。また、2着馬までにアフター5スター賞の優先出走権が与えられる。
2015年の番組改編でSIIIからSIIに格上げされ、1着賞金・総賞金も増額された。
2024年より施行時期を6月から7月に繰り下げることになり、この年から3歳限定戦となった北海道スプリントカップの指定競走としても行われる。

### 条件・賞金等（2025年）
出走資格
サラブレッド系3歳、南関東所属。
優駿スプリントトライアル（大井）で上位2着までに入った馬と若潮スプリントの優勝馬に優先出走権がある。
負担重量
別定。56kg、牝馬54kg（南半球産2kg減）を基本に、番組ポイント2000ポイントごとに1kg負担増となる。
賞金額
1着2200万円、2着770万円、3着440万円、4着220万円、5着110万円、着外手当33万円。
優先出走権付与
上位2着までに入った馬にはアフター5スター賞への優先出走権が付与される。

## 歴代優勝馬
| 回数   | 施行日        | 優勝馬             | 性齢 | 所属 | タイム | 優勝騎手   | 管理調教師 | 馬主                     |
| ------ | ------------- | ------------------ | ---- | ---- | ------ | ---------- | ---------- | ------------------------ |
| 第1回  | 2011年6月29日 | ミヤサンキューティ | 牝3  | 大井 | 1:11.6 | 真島大輔   | 鈴木啓之   | 宮田努                   |
| 第2回  | 2012年6月29日 | ゴールドキャヴィア | 牝3  | 船橋 | 1:12.2 | 御神本訓史 | 川島正行   | 組）寿組合               |
| 第3回  | 2013年6月25日 | ハードデイズナイト | 牝3  | 川崎 | 1:12.0 | 山崎誠士   | 佐々木仁   | （有）グランド牧場       |
| 第4回  | 2014年6月24日 | アピア             | 牡3  | 大井 | 1:12.1 | 御神本訓史 | 佐々木洋一 | 宮崎利男                 |
| 第5回  | 2015年6月23日 | ルックスザットキル | 牡3  | 大井 | 1:11.9 | 早田功駿   | 中村護     | 田記正規                 |
| 第6回  | 2016年6月28日 | エイシンヒート     | 牡3  | 大井 | 1:13.8 | 矢野貴之   | 藤田輝信   | 平井宏承                 |
| 第7回  | 2017年6月27日 | バンドオンザラン   | 牡3  | 川崎 | 1:13.0 | 赤岡修次   | 内田勝義   | （有）グランド牧場       |
| 第8回  | 2018年6月26日 | クルセイズスピリツ | 牡3  | 大井 | 1:12.6 | 西啓太     | 荒井朋弘   | 谷謙介                   |
| 第9回  | 2019年6月25日 | ナガタブラック     | 牡3  | 川崎 | 1:13.3 | 伊藤裕人   | 岩本洋     | 紙透一雄                 |
| 第10回 | 2020年6月23日 | カプリフレイバー   | 牡3  | 船橋 | 1:12.5 | 繁田健一   | 稲益貴弘   | 尾田信夫                 |
| 第11回 | 2021年6月29日 | ワールドリング     | 牡3  | 船橋 | 1:12.1 | 張田昂     | 張田京     | 国田正忠                 |
| 第12回 | 2022年6月28日 | プライルード       | 牡3  | 大井 | 1:11.9 | 本田正重   | 藤田輝信   | （有）キャロットファーム |
| 第13回 | 2023年6月27日 | フジコチャン       | 牝3  | 大井 | 1:11.7 | 森泰斗     | 荒山勝徳   | 兼松康太                 |
| 第14回 | 2024年7月10日 | ティントレット     | 牡3  | 大井 | 1:12.8 | 矢野貴之   | 荒山勝徳   | 吉田照哉                 |
| 第15回 | 2025年7月17日 | ハーフブルー       | 牝3  | 大井 | 1:12.3 | 笹川翼     | 鈴木啓之   | 菊地博                   |

出典：南関東4競馬場公式「優駿スプリント競走優勝馬」